# Ероуз A20
Ероуз А20 е болид от Формула 1 с който отбора на Ероуз участва през сезон 1999. То е пилотирано от Педро де ла Роса, който прави своя дебют във Формула 1 и Тораносуке Такаги, преминавайки от Тирел.
Отборът бе с малко пари поради липсата на големи спонсори (спонсора Данка напусна след края на 1998) и шасито бе разработка от предишния болид А19. Английският конструктор Браян Харт разработи двигателите за отбора, но след неразбирателство с шефа на тима Том Уолкиншоу, той напусна. В началото на сезона нигерийския принц Малик адо Ибрахим, закупи 25% от акциите в тима и неговата компания T-Minus се появиха по колите през целия сезон. Също така испанската компания за гориво Repsol също спонсориха черните коли на Ероуз, най-вече с присъствието на де ла Роса.
Годината бе катастрофална за тима като, болидите бяха твърде бавни и ненадеждни, и накрая трябваше да се борят с Минарди в края на колоната. Единственото състезание в което показаха скорост и компететивност бе в Мелбърн (първият кръг от 1999), където де ла Роса финишира 6-и а Такаги след него на 7-а позиция. Тази една точка помогна да бъдат пред новия отбор БАР, които имаха също проблеми по своя болид.
В края на сезона де ла Роса остана при британския тим след една добра година, докато трудната комуникация с отбора доведоха Такаги да напусне и да бъде заменен от Йос Верстапен за сезон 2000.

## Резултати от Формула 1
| Година | Отбор | Двигател  | Гуми | Пилоти            | 1   | 2   | 3   | 4   | 5   | 6   | 7   | 8   | 9   | 10  | 11  | 12  | 13  | 14  | 15  | 16  | Точки | WCC |
| ------ | ----- | --------- | ---- | ----------------- | --- | --- | --- | --- | --- | --- | --- | --- | --- | --- | --- | --- | --- | --- | --- | --- | ----- | --- |
| 1999   | Ероуз | Ероуз V10 | Б    |                   | AUS | BRA | SMR | MON | ESP | CAN | FRA | GBR | AUT | GER | HUN | BEL | ITA | EUR | MAL | JPN | 1     | 9th |
| 1999   | Ероуз | Ероуз V10 | Б    | Педро де ла Роса  | 6   | Ret | Ret | Ret | 11  | Ret | 12  | Ret | Ret | Ret | 15  | Ret | Ret | Ret | Ret | 13  | 1     | 9th |
| 1999   | Ероуз | Ероуз V10 | Б    | Тораносуке Такаги | 7   | 8   | Ret | Ret | 12  | Ret | DSQ | 16  | Ret | Ret | Ret | Ret | Ret | Ret | Ret | Ret | 1     | 9th |